# Metopia campestris
Metopia campestris är en tvåvingeart som först beskrevs av Fallen 1810.  Metopia campestris ingår i släktet Metopia och familjen köttflugor. Arten är reproducerande i Sverige. Inga underarter finns listade i Catalogue of Life.